# 錦江書院
錦江書院是歷史上位於四川成都的一個官辦教育機構。
康熙四十三年（1704年），四川按察使刘德芳创建锦江书院，招生员100人，其地址位於文翁石室遗址上，成都府学旁。康熙六十年（1721），锦江书院规模扩大。四川提学使方覲又增修了讲堂学舍，招生名额也有所扩大。雍正十一年（1733），清政府下令各省省城设立一至二所书院。全国共设立书院22所，其中就包括锦江书院。嘉庆十九年（1814），成都知府李尧栋又增修讲堂。嘉庆二十四年（1819），四川总督蔣攸銛制定《锦江书院条规十条》。道光年间招生额为150人。咸丰时为178人。光绪二十八年（1902），朝廷在全国废书院、兴辦新式學堂，锦江书院停止辦學。学院财产、图书、校具以及院内师生转入新办的四川省高等学堂。院址划归成都府中学堂。
高白云、杨彦青、姜尔常、彭端淑、李惺、張晉生、顧汝修、敬華南曾在錦江書院教書。历任山长為顧汝修、敬華南、張晉生、侯度、姜锡嘏、易简、彭端淑等。无秀才、举人及以上资格者，都不得進入錦江書院讀書，而且招生範圍為成都府。锦江书院采用北宋熙宁四年（1071）王安石创立的中央太学三舍之法，即将太学生分为外舍、内舍、下舍三等。一開始入學的学生为外舍，以后每月、每連考试，成绩优秀者依次升舍。李调元、李榕、张云谷等曾在此讀書。